# العلاقات البيلاروسية الزيمبابوية
العلاقات البيلاروسية الزيمبابوية هي العلاقات الثنائية التي تجمع بين روسيا البيضاء وزيمبابوي.

## مقارنة بين البلدين
هذه مقارنة عامة ومرجعية للدولتين:
| وجه المقارنة                                              | روسيا البيضاء                    | زيمبابوي |
| --------------------------------------------------------- | -------------------------------- | --- |
| المساحة (كم2)                                             | 207.60 ألف                       | 390.76 ألف |
| عدد السكان (نسمة)                                         | 9.50 مليون                       | 16.53 مليون |
| الكثافة السكانية (ن./كم²)                                 | 45.76                            | 42.3 |
| العاصمة                                                   | مينسك                            | هراري |
| اللغة الرسمية                                             | اللغة البيلاروسية، اللغة الروسية | لغة إنجليزية، اللغة الشونا، النديبيلية الشمالية ‏، لغة الشيشيوا، Barwe ‏، Kalanga language ‏، Tshwa language ‏، النداو ‏، اللغة التسونجا، لغة الإشارة الزيمبابوية ‏، اللغة السوتية، تونغا ‏، اللغة التسوانية، اللغة الفيندية، اللغة الكوسية |
| العملة                                                    | روبل بلاروسي                     | دولار أمريكي |
| الناتج المحلي الإجمالي (بليون دولار)                      | 54.44 مليار                      | 17.85 مليار |
| الناتج المحلي الإجمالي (تعادل القوة الشرائية) بليون دولار | 168.35 مليار                     | 27.88 مليار |
| الناتج المحلي الإجمالي الاسمي للفرد دولار أمريكي          | 5.74 ألف                         | 924 |
| الناتج المحلي الإجمالي للفرد دولار أمريكي                 | 18.18 ألف                        | 1.79 ألف |
| مؤشر التنمية البشرية                                      | 0.798                            | 0.509 |
| رمز المكالمات الدولي                                      | +375                             | +263 |
| رمز الإنترنت                                              | .by، .бел                        | .zw |
| المنطقة الزمنية                                           | ت ع م+03:00                      | ت ع م+02:00 |

## منظمات دولية مشتركة
يشترك البلدان في عضوية مجموعة من المنظمات الدولية، منها:
| علم المنظمة | اسم المنظمة                               | تاريخ انضمام روسيا البيضاء | تاريخ انضمام زيمبابوي |
| ----------- | ----------------------------------------- | -------------------------- | --------------------- |
|             | الاتحاد البريدي العالمي                   | ?                          | ?                     |
|             | منظمة حظر الأسلحة الكيميائية              | ?                          | ?                     |
|             | الأمم المتحدة                             | 24 أكتوبر 1945             | 25 أغسطس 1980         |
|             | وكالة ضمان الاستثمار متعدد الأطراف        | 3 ديسمبر 1992              | 10 أبريل 1992         |
|             | منظمة الشرطة الجنائية الدولية             | ?                          | ?                     |
|             | مؤسسة التمويل الدولية                     | 2 نوفمبر 1992              | 29 سبتمبر 1980        |
|             | الاتحاد الدولي للاتصالات                  | 7 مايو 1947                | 10 فبراير 1981        |
|             | البنك الدولي للإنشاء والتعمير             | 10 يوليو 1992              | 29 سبتمبر 1980        |
|             | المركز الدولي لتسوية المنازعات الاستشارية | 9 أغسطس 1992               | 19 يونيو 1994         |
|             | يونسكو                                    | 12 مايو 1954               | 22 سبتمبر 1980        |

## وصلات خارجية
- موقع وزارة الخارجية البيلاروسية
- موقع وزارة الخارجية الزيمبابوية